# Gargara akonis
Gargara akonis är en insektsart som beskrevs av Matsumura. Gargara akonis ingår i släktet Gargara och familjen hornstritar. Inga underarter finns listade i Catalogue of Life.